# 하비 버논
하비 버논(Harvey Vernon, 1927년 6월 30일 ~ 1996년 10월 9일)은 미국의 배우, 텔레비전 배우이다.
플린트에서 태어났다.

## 영화
- 러브 화이어 (1994년)
- 다저스 몽키 (1994년)
- 악몽의 13층 (1990년)
- 슬픈 귀향 (1988년)
- 위험한 연인 (1987년)
- 크리스마스 선물 (1986년)
- 틴 울프 (1985년)
- 두 영혼의 남자 (1984년)
- 밀림의 사나이 (1982년)
- 파이어 온 더 마운틴 (1981년)
- 달라스 (1978년)
- 맥아더 (1977년)